# RU Camelopardalis
RU Camelopardalis är en ensam stjärna i mellersta delen av stjärnbilden Giraffen. Den har en skenbar magnitud som varierar 8,10 – 9,79 och kräver ett teleskop för att kunna observeras. Baserat på parallaxmätning inom Hipparcosuppdraget enligt Gaia Data Release 2 på ca 0,59 mas, beräknas den befinna sig på ett avstånd på ca 4 600 ljusår (ca 1 700 parsek) från solen. Den rör sig bort från solen med en heliocentrisk radialhastighet på ca 21 km/s.

## Historik
RU Camelopardalis rapporterades som en ny variabel stjärna 1907. Den erkändes snabbt som en av Cepheidklassen av variabla stjärnor.
Den första detaljerade studien av stjärnans spektrum visade att den förändrades under ljusstyrkans variationer. Från halvvägs ner i ljuskurvans fallande gren till strax efter minsta ljusstyrka är spektrumet klass R med väteabsorptionslinjer. Spektrumet utvecklar sedan väteemissionslinjer. Under flera dygn på vardera sidan av maximal ljusstyrka blir spektrumet en relativt normal klass K.
RU Camelopardalis förblev en något ovanlig W Virginis-variabel fram till 1964, då den relativt regelbundna pulseringen på cirka 1 magnitud nästan helt upphörde. Sedan dess har pulseringarna varierat från cykel till cykel, med amplituder som ändrats från flera tiondelar av en storlek till nästan noll. Ljuskurvan är nu mer sinusformad än när den pulserade med full amplitud och perioden ändras oregelbundet mellan 17,4 och 26,6 dygn.

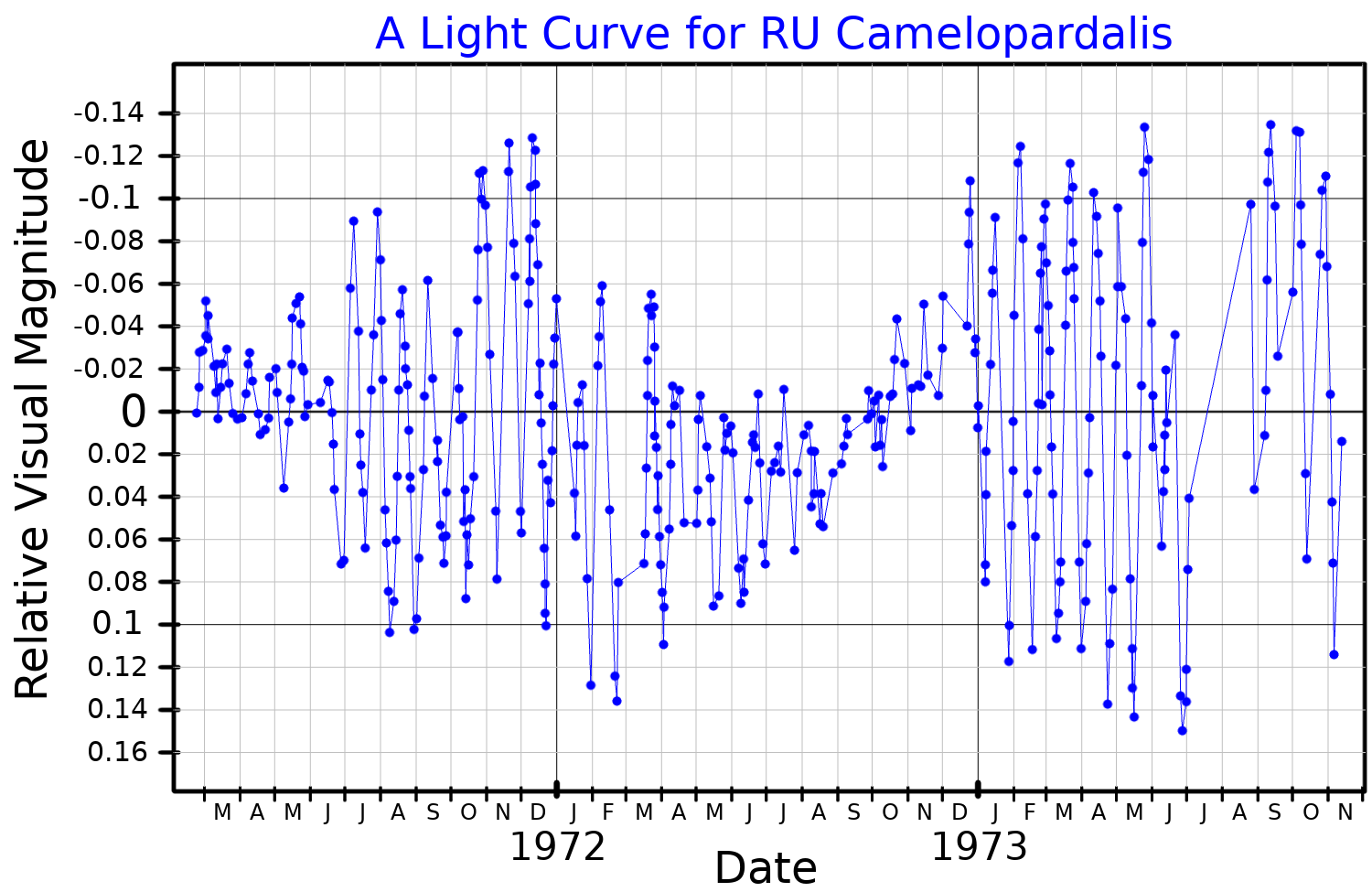
Ljuskurva i synliga bandet för RU Camelopardalis, anpassad från Kollath och Szeidl (1993)

## Egenskaper
RU Camelopardalis är en gul till vit stjärna av spektralklass C0,1-C3,2e(K0-R0), Den har en massa som är ca 0,57 solmassor och har ca 417 gånger solens utstrålning av energi från dess fotosfär vid en effektiv temperatur av ca 5 300 K.
RU Camelopardalis är både en kolstjärna och en cepheidvariabel stjärna av typ II. Detta är ovanligt men inte unikt. Minst fem andra relativt ljusa exempel är kända, varav två är av BL Herculis-undertypen. Atmosfären innehåller mer kol än syre men har inte underskott på väte. Detta kan förklaras som resultatet av att trippel-alfa heliumförbränning bearbetas genom en CNO-cykel och konvekteras till ytan. Denna process sker i några av de mer massiva asymptotiska jättegrenarna (AGB) vid den tredje muddringen. W Virginis-stjärnor är vanligtvis metallfattiga och berikade av s-processelement, men detta är inte fallet för RU Camelopardalis som har metallicitet nästan som solen och inget överskott av tungmetaller.
W Virginis-variabler tros vara AGB-stjärnor som utför en blå slinga på grund av en termisk puls från kärnfusion av helium i skalet. Dessa stjärnor korsar instabilitetsremsan och genomgår mycket regelbundna pulseringar. RU Camelopardalis passar in i denna modell ganska bra trots dess särdrag. Dess temperatur på ca 5 000 K och ljusstyrka flera hundra gånger solens placerar den på eller nära instabilitetsremsan, och dess massa cirka 0,6 solmassa är typisk för AGB-stjärnor. 

Variationerna i ljusstyrkan hos RU Camelopardalis orsakas av pulseringar som gör att både temperatur och radie varierar. Temperaturen har uppskattats variera mellan 3 800 K och 5 650 K, med en förändring i radien på 17 solradier med en genomsnittlig storlek på ungefär 38 solradier. Redan före 1965 antydde färgvariationerna ett mindre temperaturintervall på 4 220 - 5 240 K. Den maximala temperaturen inträffar samtidigt som den minsta radien, och detta är när stjärnan är som ljusast.